# Бонамиго, Пауло
Па́уло Афо́нсо Бонами́го (порт. Paulo Afonso Bonamigo; 23 сентября 1960, Ижуи, штат Риу-Гранди-ду-Сул) — бразильский футболист, полузащитник, тренер.

## Биография
Пауло Бонамиго начал свою карьеру, будучи игроком «Гремио». Он играл за команду на протяжении восьми лет. Позже он играл за другие команды, такие как «Интернасьонал» из Порту-Алегри, «Ботафого» (РЖ) и «Баия».
В 1998 году Бонамиго стал тренером в команде «Мадурейра», а затем в «Жоинвиле», где он проработал три года. В 2000 году следующим клубом Пауло стал «Сампайо Корреа», затем «Ремо» и «Можи-Мирин». По прошествии двух лет в «Паране», отправился в «Коритибу» и проработал год. Через год вернулся к тренерской деятельности и возглавил «Атлетико Минейро», но уже в середине сезона стал главой «Ботафого». Через год ушёл в «Палмейрас», где он оставался до конца чемпионата 2005 года.